# William Ghislain
William Ghislain né le 28 juillet 1999, est un joueur belge de hockey sur gazon. Il évolue au poste d'attaquant au Waterloo Ducks et avec l'équipe nationale belge.
Il a fait ses débuts le 26 février 2019 lors du match amical face à la Russie.
Il a remporté la deuxième saison de la Ligue professionnelle (2020-2021).

## Palmarès
- 1er à la Ligue professionnelle 2020-2021[4]